# Tarna Mică, Vînohradiv
Tarna Mică (în ucraineană Хижа, transliterat: Hîja, în maghiară Kistarna) este o comună în raionul Vînohradiv, regiunea Transcarpatia, Ucraina, formată numai din satul de reședință. 

## Demografie
Componența lingvistică a comunei Tarna Mică
     Ucraineană (99,01%)
     Alte limbi (1%)
Conform recensământului din 2001, majoritatea populației comunei Tarna Mică era vorbitoare de ucraineană (99,01%), existând în minoritate și vorbitori de alte limbi.